# Гусев, Александр Николаевич
Александр Николаевич Гусев (1810 — 23 мая [4 июня] 1835, Каир) — российский учёный-востоковед, воспитанник Профессорского института.

## Биография
По мнению отечественных историографов, сохранившаяся информация о судьбе Александра Гусева крайне неполна и фрагментарна. Известно, что он родился в 1810 году в семье губернского секретаря и во время обучения в гимназии Санкт-Петербурга считался одним из лучших учеников по предметам русская словесность, греческий и латинский язык.
Образование было им получено на историко-филологическом факультете Санкт-Петербургского университета; окончил его по разряду восточной словесности. Пройдя обучение с 1829 по 1832 годы под руководством известного профессора О. И. Сенковского, он выучил два восточных языка — турецкий и арабский. Кроме них освоил также персидский язык обучаясь у профессоров Ф. Шармуа и М. Топчибашева. Помимо изучения обязательной программы, он также в свободное время самостоятельно занимался переводами некоторых классических произведений и литературных памятников Востока, например «Гулистан» Саади и «Тысячу и одну ночь».
Достигнутый им уровень компетенции был исключительно высок, за что его приравняли к выпускникам Профессорского института. Немедленно после выпускных экзаменов его научный руководитель Ф. Шармуа поднял вопрос о заграничной командировке для подготовки к профессорской деятельности. В результате 9 января 1832 года министр народного просвещения К. А. Ливен представил императору Николаю I доклад о том, что А. Н. Гусев достойно выдержал испытания и рекомендован для трёхгодичной поездки в Сирию, Константинополь, Египет и Тегеран для повышения квалификации в восточных языках (арабском, персидском и турецком). Получив высочайшее соизволение и выделенные на поездку деньги, Гусев оформил заграничный паспорт № 632 и 19 апреля выехал в Константинополь через Одессу. Вместе с ним в дорогу отправился будущий профессор-тюрколог А. Мухлинский. Они оба были прикомандированы к «Царьградской миссии» и прибыли в Турцию в конце мая 1832 года. По приезде в Турцию российский посол А. П. Бутенёв отправил их обоих на попечение драгоманов дипломатической миссии, где они интенсивно изучали турецкий язык около двух лет, до марта 1834 года.
Через некоторое время им удалось добиться разрешения на поездку по Сирии, Египту и в Тебриз для овладения арабским и персидскими языками. В результате этой поездки был составлен подробный отчёт. 25 сентября 1834 года этот документ был отослан российскому послу А. Бутеневу, который переслал его копии в Министерство иностранных дел и Министерство просвещения. Новый российский министр народного просвещения С. Уваров обратил внимание на наблюдательность юного путешественника и направил его записки для публикации на страницах своего ведомственного издания — «Журнала Министерства народного просвещения». Опубликованный в феврале 1835 года материал остался единственной известной публикацией   Гусева.
Его путешествие должно было закончиться в Александрии, но обнаружился недостаток в квалифицированных преподавателях арабского языка. Поэтому по разрешению А. Дюгамеля  он перебрался в Каир, где работал над освоением арабских наречий с августа 1834 года по май 1835 год. Весной 1835 года его коллега А. О. Мухлинский вернулся в Россию, однако  Гусев подал прошение на продление своей командировки ещё на год, но ответа не получил.
По свидетельству официального донесения в МИД   Гусев стал жертвой чумы, которая поразила Египет в 1835 году. Он скончался 23 мая (4 июня) 1835 года и был погребён в Каире. Его вещи и принадлежности были распроданы и за вычетом расходов переправлены единственной наследнице — тётке, Елизавете Александровне Шмит.